# Плеохроизъм
Плеохроизъм е оптично явление, при което кристалът променя цвета си в зависимост от светлината или ъгъла на гледане. Силен плеороизъм притежава александритът, който променя цвета си в зависимост от светлината. Този рядък скъпоценен камък на дневна светлина изглежда изумруденозелен, а на изкуствена светлина – пурпурно-червен до червен. Плеохроизъм може да се наблюдава и при други скъпоценни камъни като танзанит, апатит, турмалин, хиастолит (андалузит), сапфир, рубин, смарагд, някои разновидности на кварца, флуорита, йолита, епидота. Това уникално свойство при някои кристали се дължи на примеси от други химични елементи. Промяната на цвета при скъпоценния камък танзанит се дължи на примесите от хром и ванадий.